# 市場調查
市場調查（英語：marketing research），又称作市場研究、市场调研，是市场营销学、傳播學、廣告學或統計學當中一門重要的科目。著重在於資料的取得，分析與預測。

## 常見的市場調查
- 消費者調查：針對特定的消費者做觀察與研究，有目的地分析他們的購買行為，消費心理演變等等。
- 市場觀察：針對特定的產業區域做對照性的分析，從經濟，科技等有組織的角度來做研究。
- 產品調查：針對某一性質的相同產品研究其發展歷史，設計，生產等相關因素。
- 廣告研究：針對特定的廣告做其促銷效果的分析與整理。
- 社群聆聽：針對目標受眾的社群討論與網路聲量作輿情分析研究。

## 可能包括下列內容
- 市場測試（Test marketing）：在產品上市前，提供一定量的試用品給指定消費者，透過他們的反應來研究此產品未來市場的走向。
- 概念測試（Concept Testing）：針對指定消費者，利用問卷或電話訪談等其他方式，測試新的銷售創意是否有其市場。
- 文案測試（Copy Testing）：在廣告播出前，根據受訪者的反應、反饋和行為，預計廣告的成效。
- 神秘購物（Mystery shopping）：安排隱藏身份的研究員購買特定物品或消費特定的服務，並完整紀錄整個購物流程，以此測試產品、服務態度等。又被稱做神秘客或神秘客購物。
- 零售店審查（Store audits）：用以判斷連鎖店或零售店是否提供妥當的服務。
- 需求評估（Demand estimation）：用以判斷產品最大的需求層面，以找到主要客戶。
- 銷售預測：找到最大需求層面後，判斷能夠銷售多少產品或服務。
- 客戶滿意度調查：利用問卷或訪談來量化客戶對產品的滿意程度。
- 分銷審查（Distribution channel audits）：用以判斷可能的零售商，批發業者對產品、品牌和公司的態度。
- 價格調整測試（Price elasticity testing）：用來找出當價格改變時，最先受影響的消費者。
- 象限研究（Segmentation research）：將潛在消費者的消費行為，心理思考等用人口統計和心理變數的方法分為象限來研究。
- 消費者購買決定過程研究（Consumer decision process research）：針對容易改變心意的消費者去分析，什麼因素影響他買此產品，以及他改變購買決定時的行為模式。
- 市场定位預測（Positioning research）：研究此產品在競爭對手與主要消費者、品牌間的定位如何，並以此塑造或修正產品形象。
- 品牌命名測試（Brand name testing）：研究消費者對新產品名的感覺。
- 品牌權益研究（Brand equity）：量化消費者對不同品牌的喜好度。
- 廣告和促銷活動研究：調查所做的銷售手法、如廣告、是否有達到理想的效益、看廣告的人真的理解其中的訊息嗎？他們真的因為廣告而去購買嗎？

以上這些市場研究的形式是依「解決問題」的方式來分類的。
此外也有不同的分類方式，如「探索性的」、「決定性的」。「探索性」的方式比較著重在問題的解碼和分析上面；並強調結論式的洞見和領悟。而所謂｢決定性｣的研究經常用來推斷整體的消費者。
以上兩種方式都是所謂的第一手資料。市調公司經常用這兩種方式當做公司的主要業務來進行大型的研究，所耗費的金錢和時間都相當巨大。而相對的，第二手資料是指研究這些已出版的第一手資料之後的分析，需要的財力較小，但往往不是市場分析師想要的完美型式。

## 市場調查的手法
市場調查研究員經常都是綜合使用以下四種手法，他們可能先從第二手資料獲得一些背景知識，然後舉辦目標消費族群訪談（定性研究設計）來探索更多的問題，最後也許會因客戶的具體要求而進一步做大範圍全國性的調查（定量）。
技術性的說，市場調查有下列四種手法：
- 定性市场研究
  - 最常被使用。簡單來說就是從受訪者的數字回答中去分析，不針對整個人口、也不會做大型的統計。
  - 常見的例子：焦點小組、深度訪談、專案進行等。
- 定量市场研究（英语：Quantitative marketing research）
  - 採用假說的形式，使用任意採樣、並從樣品數來推斷結果，這種手法經常用在人口普查、經濟力調查等大型的研究。
  - 常見的例子：大型問卷、問卷調查等。
- 观察技术（英语：Observational techniques）
  - 由研究員觀察社會現象，並自行設定十字做法，就是水平式比較（通常是指時間性的比較）、與垂直式的比較（與同時間不同社會或不同現象比較）。
  - 常見的例子：產品使用分析、瀏覽器的Cookie分析。
- 試驗設計
  - 由研究員創造一個半人工的環境測試使用者。這個半人工的環境能夠控制一些研究員想要對照的影響因子。
  - 例子：包括了購買實驗室、試銷會場。

## 市場調查常用的字眼
自從政治介入了市場調查之後，因為要公正的在選舉前了解該候選人有多少的支持度，在政見上又有哪些受歡迎，哪些倍受批評，市場調查這一門學問發展出了很多專門的術語和理論。
- 階式分析（Mata-analysis，或名Schmidt-Hunter technique）：乃該從多項和多類型的研究觀念來做最終的統計。
- 概念化（Conceptualization）：為將隱喻的心理圖像轉換成清楚的概念。
- 操作化（Operationalization）：為由研究員量測特殊並顯見的消費者行為之後，轉化成概念的一種方式。
- 精確度（Precision）：為任一種市調方式量測的精確度比較。
- 信度（Reliability）：為市調之後資料分析的結果是否符合原本的計劃，如不符合則需要重新再調整，
- 效度（Validity）：為在市調過程的設計和量測中、時、地、人，是否太過複雜或已經偏離當初的主題，市場研究員為了取得有效數據，經常必須反問自己「目前是否正在量測原先打算量測的數據呢？」。
- 應用研究（Applied Research）：為提出具體而且有價值的假說來滿足支付研究費的客戶，例如：財力雄厚的香煙公司也許委任市調公司進行一個試圖證明香煙有益健康的調查，許多研究員在做此類型的應用研究時，因此往往會面臨一定程度的道德擔憂。
- 假市調真推銷（Sugging）：主要是指一種有爭議的銷售技巧。有些銷售人員會假裝為市場研究員，表面上進行調查研究，但事實則為促銷行為，這種例子最常發生在電話訪問中，受訪者會感覺對方不停加強銷售意圖，並企圖引起受訪者購買的意願。SUG是Selling Under the Guise of market research的縮寫。
- 假市調真募錢（Frugging）：為一種爭議性的募集資金行為，有些新公司會偽裝成市調公司，開假案以取得大量經費。FRUG是Fund-Raising Under the Guise of market research的縮寫。

## 知名机构
- 市场研究公司列表

### 澳大利亚
- IBISWorld
- OzTAM
- Roy Morgan Research

### 比利时
- EyeSee Research

### 加拿大
- Abacus Data
- Léger Marketing
- Print Measurement Bureau

### 法国
- 益普索
- MKG Group

### 德国
- 捷孚凯
- Psyma Group

### 印度
- Channelplay
- IMRB International
- Majestic MRSS
- RNB Research

### 土耳其
- Eksen Research

### 英国
- Datamonitor
- Dunnhumby
- Euromonitor International
- Ipsos MORI
- Kantar Group
- Mintel
- NUS Services
- Progressive Digital Media
- Research International
- Survata
- Survation
- Synovate
- Taylor Nelson Sofres(part of the Kantar Group)
- YouGov

### 美国
- Arbitron
- BCC Research
- Burke, Inc
- C.A. Walker Research Solutions
- Decision Analyst (company)|Decision Analyst
- digitGaps
- Forrester Research
- Frost & Sullivan
- 高德纳咨询公司
- Hall & Partners
- 哈里斯民意调查
- IMS Health
- International Data Corporation（IDC）
- IRI (company)|IRI
- J. D. Power and Associates
- Medimix International
- NPD集团
- Nielsen（尼爾森）
- Off Madison Ave
- Rockbridge Associates, Inc.
- SIS International Research
- StrategyOne
- Survata

### 中国
- 艾瑞市場諮詢股份有限公司（艾瑞諮詢，i-research），中國最知名的市場顧問機構。
- 易觀
- China Ceidea Market Research 策点市场调研公司
- Acorn Marketing & Research Consultants 毅群市場研究諮詢股份有限公司
- 上海伊霍珀信息科技股份有限公司
- 北京新数易博（EBMRS）信息咨询有限公司
- 华通明略（MillwardBrown ACSR）信息咨询有限公司
- 中机系（北京）信息技术研究院
- 中国商业数据中心
- 尼尔森市场研究中心
- 数字100市场研究公司
- 益普索（中国）市场研究咨询有限公司
- 凱度（中國）購物者指數（Kantar Worldpanel China）
- 上海AC尼尔森市场研究公司
- 盖洛普（中国）咨询有限公司
- 华南国际市场研究公司
- 百维数元信息科技（北京）有限公司
- 艾斯艾（北京）市场調查有限公司（SSI China）
- 歐睿（Euromonitor）市場調查機構

### 香港
根據世界民意及市場研究專業人員協會（ESOMAR），截至2014年年底，全球419家市場調查公司於香港有研究項目。
以下是部份於香港有設立公司（或分公司）的市場調查公司（按英文字母序）：
- Acorn Marketing and Research Consultants
- Anova Marketing & Research Consultants
- AQ Services Hong Kong
- Asian Strategies (Br.)
- Charles River Associates
- CSG Research Hong Kong
- China Ceidea Market Research（HK）
- Datafield Mobile Surveys
- FRC Hong Kong
- Ipsos Hong Kong
- Kadence International
- Kangs & Associates
- Kantar Hong Kong (former TNS Hong Kong)
- Market Probe Hong Kong
- Market Strategies International
- Millward Brown Hong Kong
- ORC International
- Research Pacific Hong Kong
- Strategic Focus Research and Consultancy
- The Nielsen Company Hong Kong
- TQB Market Research & Consultancy

### 日本
- 株式会社 Acorn Marketing & Research Consultants Japan
- 英德智市场研究

### 韓國
Acorn Marketing & Research Consultants

### 台灣
China Credit Information Service 中華徵信所企業股份有限公司，義大利商「CRIF」的子公司。
Acorn Marketing & Research Consultants 毅群市場研究諮詢股份有限公司
Taiwan Trend Research 臺灣趨勢研究股份有限公司
集邦科技
模範，英國商「凱度」的子公司。
益普索，法國商「益普索」的子公司。
捷孚凱，德國商「GFK」的子公司。
尼爾森，美國商「尼爾森」的子公司。

### 新加坡
Acorn Marketing & Research Consultants